# Ксенагор из Галикарнаса
Ксенагор (др.-греч. Ξεναγόρας ; V век до н. э.) — персидский сатрап Киликии в первой половине V века до н. э.
Ксенагор, сын Праксилая, был родом из Галикарнаса. 27 августа 479 года до н. э. произошла битва при Микале, в результате которой персидская армия потерпела сокрушительное поражение от греков. По утверждению Геродота, брат царя Ксеркса I Масист обрушился с упрёками на главного военачальника персов в этом сражении Артаинта, обвиняя его в произошедшем и говоря, что тот трусливее женщины. Не стерпев в итоге таких публичных оскорблений, Артаинт выхватил меч и попытался убить Масиста. Тогда Ксенагор, стоявший позади Артаинта, схватил его и бросил наземь. За этот поступок Ксенагор «заслужил великую благодарность как самого Масиста, так и Ксеркса» и получил в своё подчинение Киликию.